# 松本サトシ
松本サトシ（まつもと サトシ、1988年9月11日 - ）は、愛知県名古屋市出身の日本の作曲家。所属事務所はGoodish。

## 略歴
幼少からピアノを習い、中学から作曲に興味を持ち始める。2012年3月に大学を卒業し、同年4月から東京スクールオブミュージック&ダンス専門学校（TSM）で作曲を学び、2015年3月に卒業した。卒業直後に、「出逢いの続き」（歌：渡辺麻友）で作曲家デビューした。

## 楽曲提供
2015年
- 「出逢いの続き」歌：渡辺麻友、シングルタイトルチューン。
- 「笑顔が似合う日」歌：水瀬いのり、シングル「夢のつぼみ」収録。

2017年
- 「夏夢」歌：水瀬いのり、シングル「アイマイモコ」収録。

2019年
- 「水彩メモリー」歌：水瀬いのり、アルバム「Catch the Rainbow!」収録。
- 「アニバーサリー」歌：すとぷり、アルバム「すとろべりーらぶっ!」収録。

2021年
- 「What is Love?」歌：KOFGキャラクターソング　包（CV：堀江瞬） ＆ クリス（CV：榊原優希）、配信のみ。
- 「Snow White」歌：手越祐也、アルバム「NEW FRONTIER」収録。